# Bieri-Trilemma
Als Bieri-Trilemma wird gelegentlich eine Formulierung des Leib-Seele-Problems bezeichnet. Das Bieri-Trilemma wurde 1981 von dem Berner Philosophen und Schriftsteller Peter Bieri in der Einleitung zu einer von ihm herausgegebenen Anthologie der Analytischen Philosophie des Geistes vorgestellt. Bieris Darstellung bezieht sich auf das Problem der mentalen Verursachung:
1. mentale Phänomene (Zustände, Ereignisse, Handlungen) sind nichtphysikalische Phänomene.
2. Mentale Phänomene sind im Bereich physikalischer Phänomene kausal wirksam.
3. Der Bereich physikalischer Phänomene ist kausal geschlossen. (Determinismus)

Jede der drei Annahmen wirkt auf den ersten Blick plausibel:
- Das Bewusstsein scheint durch seine interne Struktur – insbesondere durch das subjektive Erleben – von jedem physischen Ereignis verschieden.
- Mentale Phänomene (etwa Angst) scheinen ganz offensichtlich Ursache von physischen Phänomenen (etwa Weglaufen) zu sein.
- In der physischen Welt scheinen jedoch immer hinreichende, physische Ursachen auffindbar zu sein.

Das Trilemma besteht nach Bieri darin, dass die Sätze paarweise, aber nicht alle zugleich wahr sein können. Wenn mentale Phänomene auf die physikalische Welt einwirken können (Satz 1 und 2), so ist sie nicht geschlossen (Widerspruch zu Satz 3). Wenn dagegen das Mentale von der physischen Welt unabhängig ist und die physische Welt kausal geschlossen (Satz 1 und 3), so kann es keine Wirkung mentaler Phänomene auf die physikalische Welt geben (Widerspruch zu Satz 2). Wenn mentale Phänomene physische Vorgänge verursachen und die physische Welt kausal geschlossen ist (Satz 2 und 3), so muss das Mentale auf die physische Welt reduzierbar sein (Reduktionismus, Widerspruch zu Satz 1).